# Budynek Urzędu Wojewódzkiego w Koszalinie
Budynek Urzędu Wojewódzkiego w Koszalinie – budynek użyteczności publicznej przy ulicy Andersa 34 w Koszalinie, wpisany do gminnej ewidencji zabytków miasta Koszalina.
Gmach wzniesiono na planie pięciokąta w latach 1937–1939 z przeznaczeniem na siedzibę władz rejencji koszalińskiej. Już pod rządami polskimi służył jako urząd województwa koszalińskiego; później umieszczono w nim delegaturę Zachodniopomorskiego Urzędu Wojewódzkiego, sąd rejonowy, prokuraturę okręgową i oddział IPN.